# Граф Англси
Не следует путать с маркизами Англси.

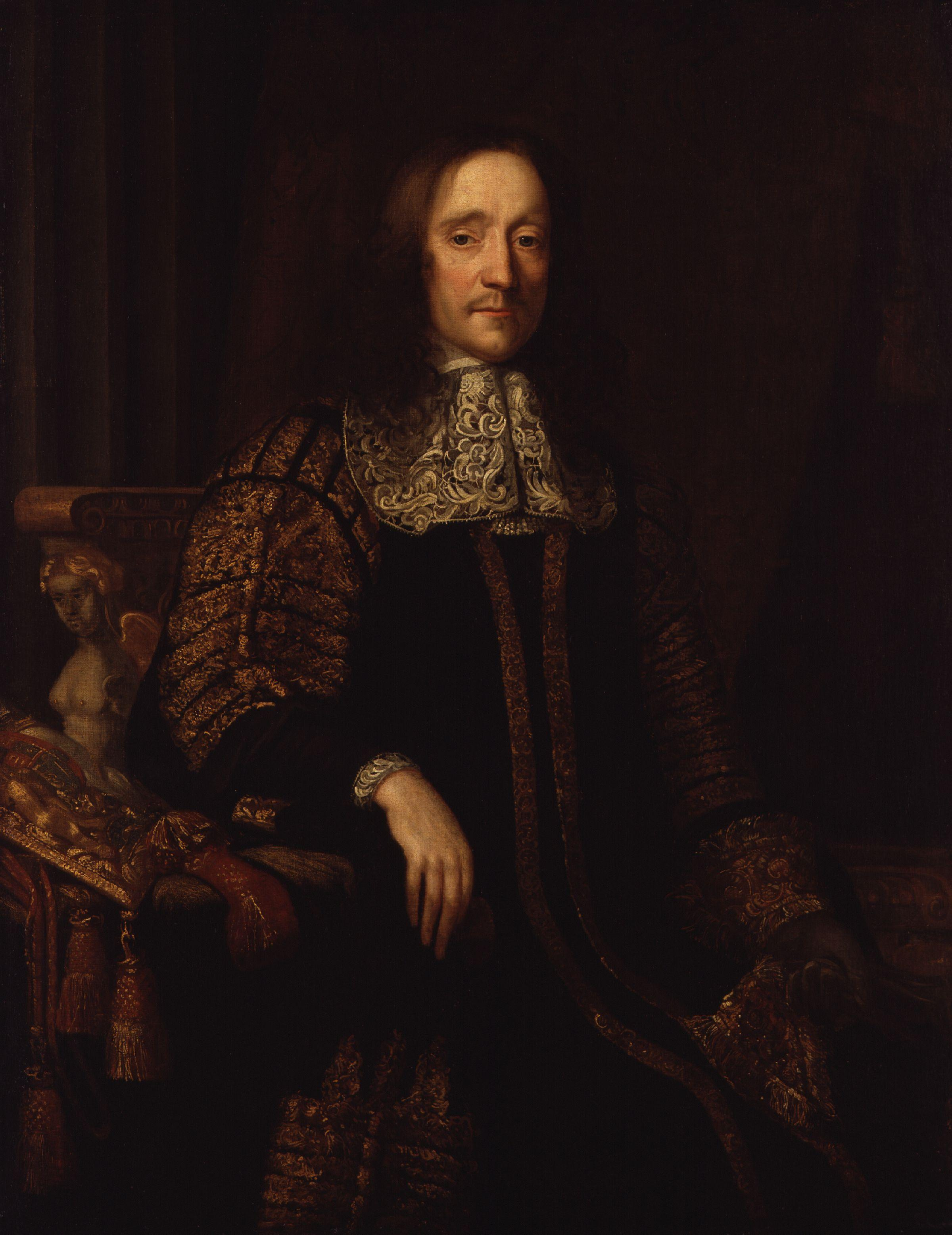
Артур Энсли, 1-й граф Англси и 2-й виконт Валентиа (1614—1686)

Граф Англси — угасший аристократический титул в системе пэрства Англии, созданный дважды в британской истории. Впервые титул графа Англси в Уэльсе и барона Вильерса из Давентри был создан в 1623 году для Кристофера Вильерса (1593—1630). Он был младшим братом Джорджа Вильерса, 1-го герцога Бекингема, и старшим братом Джона Вильерса, виконта Пурбека. В 1661 году после смерти его сына и преемника Чарльза Вильерса, 2-го графа Англси, титул пресекся.
В 1661 году титул графа Англси был вторично воссоздан для Артура Энсли, 2-го виконта Валентия (1614—1686), который также получил титул барона Энсли из Ньюпорта-Пагнелла в графстве Бакингемшир. В 1761 году после смерти Ричарда Энсли, 6-го графа Англси, титул графа Англси прервался.

## Графы Англси, первая креация (1623)
- 1623—1630: Кристофер Вильерс, 1-й граф Англси (ок. 1593 — 3 апреля 1630), третий сын сэра Джорджа Вильерса (ок. 1544—1606)
- 1630—1661: Чарльз Вильерс, 2-й граф Англси (ок. 1627 — 4 февраля 1661), единственный сын предыдущего.

## Графы Англси; вторая креация (1661)
- 1661—1686: Артур Энсли, 1-й граф Англси (10 июля 1614 — 6 апреля 1686), старший сын Фрэнсиса Энсли, 1-го виконта Валентиа (1585—1660)
- 1686—1690: Джеймс Энсли, 2-й граф Англси (1645 — 1 апреля 1690), старший сын предыдущего
- 1690—1702: Джеймс Эннесли, 3-й граф Англси (13 июля 1674 — 21 января 1702), старший сын 2-го графа
- 1702—1710: Джон Эннесли, 4-й граф Англси (18 января 1676 — 18 сентября 1710), второй сын 2-го графа
- 1710—1737: Артур Эннесли, 5-й граф Англси (1678 — 31 марта 1737), третий сын 2-го графа
- 1737—1761: Ричард Эннесли, 6-й граф Англси (1694 — 14 февраля 1761), также 5-й барон Элтем (1727—1761), младший сын Ричарда Энсли, 3-го барона Элтема (1655—1701)

Почти все графы Англси второй креации и остальные представители семьи были похоронены в склепе церкви Святого Петра в Фарнборо в графстве Хэмпшир.